# 9932 Kopylov
9932 Kopylov è un asteroide della fascia principale. Scoperto nel 1985, presenta un'orbita caratterizzata da un semiasse maggiore pari a 2,5525943 UA e da un'eccentricità di 0,0941732, inclinata di 14,16492° rispetto all'eclittica.